# 疝
疝又称疝气，现代医学的定义是脏器或组织离开其正常解剖位置，通过先天或后天形成的薄弱点、缺损或孔隙进入另一部位的表现。疝最初的意义是“腹痛”；现在口语上“疝气”，多特指腹股沟疝；其中，可复性腹股沟斜疝就是“少腹坠痛”的“狐疝”。
有多種不同的形態的疝氣，且大多都好發於腹部特別是鼠蹊部。鼠蹊部疝氣較常以腹股溝疝氣的形式產生，但也同時可能為股疝氣，基本上鼠蹊部疝氣是一個發生在區域的疝氣突起的統稱。其他還有包括橫膈裂孔疝氣、切口疝氣還有臍疝氣等等類型的疝氣。對於鼠蹊部疝氣的患者來說，大約有66%都主訴有不同程度的癥狀困擾，這包含了疼痛、或是在咳嗽、運動甚至是上廁所時的不適感。而這些病徵都可能在一天結束之後甚至是躺著的狀態中獲得緩減。在壓迫的時候可能會造成突出的部位變大。鼠蹊部疝氣發生在身體右側的機率大於左側。對於此疾病，醫護人員最大的擔憂就是腸扭轉 ，是當流到腸道的血液供應因為堵塞而造成的，這通常會導致該部位嚴重的疼痛感或是觸壓痛。橫膈裂孔疝氣或食道裂孔疝氣常常會在進食時引發胃食道逆流但也有可能在進食時造成俗稱「火燒心」的胸痛感。
有可能導致疝氣的危險因子包括：抽煙、慢性阻塞性肺病、肥胖症、懷孕、腹膜透析、結締組織疾病或之前曾接受闌尾切除手術等。引起疝氣有部分是因為基因影響而也因此常出現在特定家族間。目前仍不確定鼠蹊部疝氣是否和舉重有關。疝氣可藉由病症與症狀被明確診斷出來。偶爾會使用醫學影像技術來輔助確認診斷並排除其他可能病因，醫學上也常使用內視鏡來診治橫膈裂孔疝氣 。
若男性患者罹患鼠蹊部疝氣，沒有造成任何癥狀，沒有進行手術的需要.，但如果罹患的是股疝氣，且是發生在女性病患身上則會建議病人接受手術，因為股疝氣有可能引發較多的併發症。如果是缺血型的疝氣，即有緊急手術的必要性。手術方法又有分為傳統開腹手術或是腹腔鏡微創手術 。開腹手術的好處是只要藉由局部麻醉而不需要全身麻醉就能進行。腹腔鏡微創手術的優點就是過程中不會給予病人過多痛楚。橫膈裂孔疝氣可以經由改變生活型態來改善，像是提昇床頭高度、減輕體重、改變飲食習慣等都可以。H2受體阻斷劑或氫離子幫浦阻斷劑等的藥物對病人都有一定程度的幫助。若藥物治療不能確實改善病徵，則會建議病人考慮接受腹腔鏡胃底摺疊術。
大約有27%的男性與3%的女性在一生中會有一次得到鼠蹊部疝氣的機率，根據統計，此疾病的好發年齡多集中在1歲前和50歲以後。在2005年，因為腹股溝疝氣、股疝氣和臍疝氣造成的死亡人數是32500例，相較於1990的50500例減少許多。在美國，橫膈裂孔疝氣的盛行率估計約介於10-80%間。首例有記錄在案的疝氣病例可追溯到西元前1550年埃及的埃伯斯氏古醫書。
這份記錄是一件長達 110頁，長約20公尺的文稿，內容整理了700多種疾病描述與治療偏方，關於疝氣的描述是「當你檢查一個腹部表面的腫脹時，然後你應該把你的手指放在它上面，你應該觸診他的腹部…當他咳嗽時，就會產生什麼。」當時記錄處理方式是透過加熱推回疝部。

## 分類
種類很多，因為許多器官可以出現疝，前四者是最常見的：

### 股疝
腹股溝疝

### 臍疝
當腸子、網膜、或體液從腹壁肌肉的弱點或缺損擠出，在肚臍附近突出腫塊，導致肚臍鼓出，就稱為臍疝氣。臍疝氣10%～20%發生在嬰兒、兒童，其次成年女性比較常見。

### 切口疝
切口疝（incisional hernia）是由于原手术切口筋膜和（或）肌层未能完全愈合，在腔内压力作用下形成的外疝；多于的腹壁发生，为腹外疝。

### 膈疝
膈疝（diaphragmatic hernia）是腹内脏器经由膈肌的薄弱孔隙、缺损或创伤裂口进入胸腔导致的一种疾病。

### Amyand 疝
腹股沟斜疝的疝囊内含闌尾之特称。

### 腦疝
易致命，顱內壓時的一部分發生腦部跨結構內擠壓顱骨 。

### 食管裂孔疝
由於“短食道”疝 - 伸長率不足- 胃 移位到胸部

### Littré疝
涉及美克爾憩室 。

### 腰疝
腰部（不要與腰椎盤突出疝 混淆），包含以下：

#### 佩蒂特疝
通過佩蒂特三角疝（下腰三角）。

#### Grynfeltt 疝
通過Grynfeltt-Lesshaft三角疝（上級腰三角）。

### Maydl 疝
小腸的兩個相鄰環路套緊。 腸腹部內的中間部分被剝奪其血液供應，最終變成壞死。

### 莫爾加尼疝
腹部器官部份去到胸部

### 運動型疝
擴張的腹股溝淺環 -- 特點是運動員慢性腹股溝疼痛

### 造口旁疝
造口旁疝（parastomal hernia）是指腹腔内容物通过造瘘肠管（多为结肠或小肠）周围薄弱或缺损的腹壁疝出而形成的一种腹壁疝。

### 臍旁疝
發生在成人型臍疝

### Properitoneal 疝
罕見疝直接位於腹膜以上，例如，當從腹股溝疝項目的組成部分深腹股溝環到腹膜前空間。

### Richter 疝
只發生在腸側一邊，可引致腸打結 （不會造成穿孔的側壁的疝腸梗阻；無任何警告徵兆）。 

### 滑疝
當器官沿著腹膜部分拖動，或者，換句話說，所述器官是疝囊的一部分。 
在結腸癌和膀胱常見。 這個詞也經常指滑動胃疝 。

### 坐骨神經疝
此疝在坐骨大孔最常見的表現為在臀部區不舒服。 也可能會出現腸梗塞。 
這類型的疝是坐骨神經神經痛其中一種罕見的原因。

### Spigelian 疝
也稱為 半月線疝 / 側腹壁疝 / 自發橫向腹疝。

### Velpeau 疝
腹股溝疝 在股血管的前

## 外部連結
（英文）
- Hernia Symptoms （页面存档备份，存于）
- Sports Hernia: Common Misdiagnosis
- Hernia:The World Journal of Hernia and Abdominal Wall Surgery

### 圖片
- Hernia Types and Classifications
- Photos of Hernias （页面存档备份，存于）